# Seven Inches of Satanic Panic
Seven Inches of Satanic Panic es el tercer EP de la banda de heavy metal sueca Ghost. Fue lanzado digitalmente el día 13 de septiembre de 2019 bajo el sello discográfico Loma Vista Records. Posteriormente fue lanzado en un vinilo de 7 pulgadas en “Prequelle Exalted”.

## Lista de canciones
| N.º  | Título             | Duración |  |
| 1.   | «Kiss the Go-Goat» | 3:19     |  |
| 2.   | «Mary On A Cross»  | 4:08     |  |
| 7:27 |                    |          |  |

## Historia
Según Ghost, Papa Nihil originalmente tocó este EP en un concierto en el Whisky a Go Go en West Hollywood (California) en 1969. Las grabaciones se perdieron pero recientemente Papa Nihil las ha encontrado y las ha relanzado por el 50 aniversario de la banda.

## Personal

### Ghost
Papa Nihil
Nameless Ghouls 